# Slag bij Schellinkhout
De Slag bij Schellinkhout vond plaats in 1282 bij het dorp Schellinkhout in (West-Friesland), tussen het leger van graaf Floris V van Holland en een legermacht van de West-Friezen. De West-Friezen werden door Floris verslagen en moesten hem als Heer erkennen.

## Achtergrond
In 1256 hadden de West-Friezen graaf Willem II van Holland vermoord toen hij een strooptocht hield in Westflinge, de West-Friese Gouw. Zijn zoon en opvolger Floris toog zo gauw hij de jaren had op tegen de West-Friezen. Met een groot leger viel Floris bij Wijdenes wraakzuchtig het gebied van de West-Friezen in, vlak bij Schellinkhout botste hij op de legermacht van de Friezen. In de slag die daarop plaatsvond werden de Friezen verpletterend verslagen. Volgens de geschreven bronnen vielen er tussen de 600 en 1200 West-Friezen in de strijd.
Door de nederlaag kwam er een eind aan de vrijheid van de West-Friezen en raakten zij hun onafhankelijkheid voorgoed kwijt aan het graafschap Holland. In West-Friesland verrezen aan alle kanten stinsen. De West-Friezen poogden daarna nog een aantal keren in verzet te komen, maar zijn sinds die tijd bedwongen. Floris V nam de titel aan van heer van Friesland, de bewoners werden horigen, moesten belasting betalen en kwamen onder het grafelijk recht (1289).

## Bron
- D. Kalma, Skiednis fan Fryslân, (Grou, 1965), blz. 136,